# 華堡球類及體育會
華堡球類及體育會（瑞典語：Varbergs BoIS）是瑞典的一支職業足球會，位於哈兰省的瓦尔贝里。成立於1925年3月25日，現時於瑞典足球超甲級聯賽作賽。球隊除了足球部之外，亦另設有摔角隊。
2019年，華堡在瑞典足球超甲級聯賽勇奪亞軍，在2020年首次出戰瑞典超。

## 外部連結
- Varbergs BoIS FC （页面存档备份，存于） – 官網